# California Point of Historical Interest

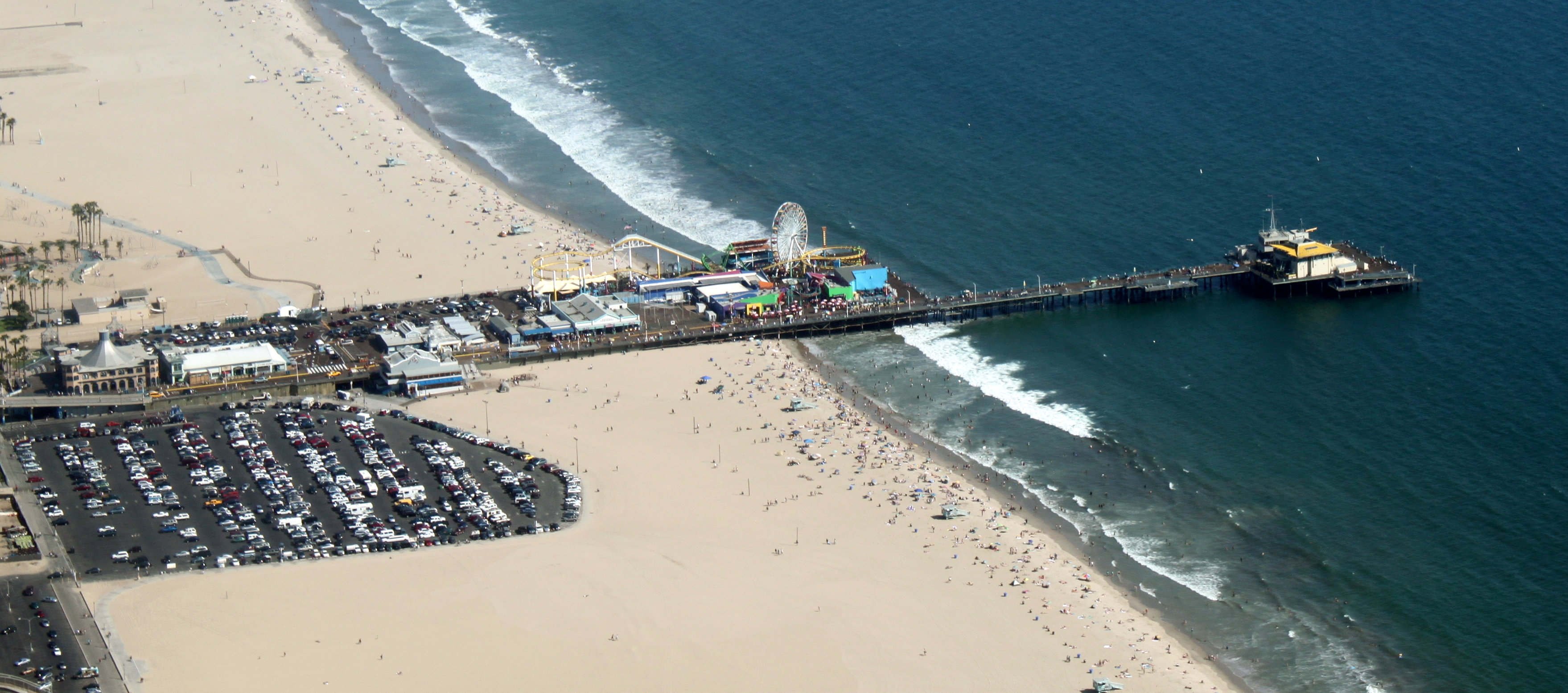
El muelle de Santa Mónica visto desde una altitud de unos 2.000 pies, mirando hacia el sur.

Los California Points of Historical Interest (Puntos de Interés Histórico de California) son los sitios, edificios, características o eventos que son de relevancia local (ciudad o condado) y tienen importancia antropológica, cultural, militar, política, arquitectónica, económica, científica o técnica, religiosa, experimental, u otro valor. Por contraste, California Historical Landmarks son edificios, estructuras, sitios o lugares en California con significado histórico "en todo el Estado" que cumplen con ciertos criterios.
Los "Puntos de Interés Histórico" designados después de diciembre de 1997 y recomendadas por la "Comisión de Recursos Históricos del Estado" se enumeran en el California Register of Historical Resources.
Ningún recurso histórico puede ser designado al mismo tiempo como un « Landmark » (Hito) y como un « Point » (Punto). Si un punto se le concede posteriormente condición de Monumento, la designación del punto será retirado
Para ser elegible para su designación como un « Point of Historical Interest » (Punto de interés histórico), un recurso debe cumplir con al menos uno de los siguientes criterios:
1. El primero, último, sólo, o más importante de su tipo dentro de la región geográfica local (la ciudad o el condado).
2. Asociado a un individuo o grupo que tiene una profunda influencia en la historia de la zona.
3. Un prototipo, o un ejemplo excepcional de un período, estilo, movimiento arquitectónico o la construcción o es una de las obras más notables o la mejor obra que sobrevive en la región o la localidad de un arquitecto pionero, diseñador o arquitecto.

## Puntos seleccionados
- Bob's Big Boy Restaurant of Burbank, California (est. 1949, designado en 1993)[1]
- Confusion Hill (est. 1949, designado en 2010)
- Forest Theater (est. 1910)
- Golden Bough Playhouse (est. 1952)
- Highland Springs Resort (est. 1884)[2]
- Moss Beach Distillery (est. 1927)[3]
- Old Santa Susana Stage Road
- Virginia Robinson Gardens[4]